# Шварцах-ім-Понгау
Шварцах-ім-Понгау — містечко та ярмаркова громада в Австрійській землі Зальцбург. Місто належить округу Санкт-Йоганн-ім-Понгау.
Шварцах-ім-Понгау на мапі округу та землі.

## Визначні люди
- Міхаела Кірхгассер — гірськолижниця
- Андреа Фішбахер — гірськолижниця
- Міхаель Грубер — лижний двоборець
- Штефан Крафт — стрибун з трампліна